# فهرست سفیران ایران در سوریه
ایران پیش از استقلال سوریه در دمشق سرکنسولگری داشته است؛همچنین با سقوط بشار اسد و قطع روابط ایران و جمهوری عربی سوریه، سفارت ایران در دمشق و کنسولگری ایران در حلب مورد تصرف و ضبط دولت انتقالی سوریه قرار گرفت.
- حبیب‌الله هویدا (پدر امیرعباس هویدا) (ملقب به عین‌الملک) (سرکنسول) ؟ - ۱۲۹۱
- مسعود معاضد (وزیر مختار در سوریه و لبنان) ؟ - ؟
- مرتضی مشفق کاظمی (وزیر مختار) ۲۰ آذر ۱۳۲۸ - آذر ۱۳۳۲
- حسین دیبا (وزیر مختار)

در تیر ماه ۱۳۳۷ در پی اتحاد مصر و سوریه و تشکیل جمهوری متحدهٔ عربی سفارت ایران در سوریه به کنسولگری تبدیل شد ولی پس از جدایی سوریه از جمهوری متحدهٔ عربی در شهریور ماه ۱۳۴۰ نمایندگی ایران با درجهٔ سفارت کبریٰ در تاریخ ۱ فروردین ۱۳۴۱ در دمشق افتتاح شد.
- محمود ملایری ۱ فروردین ۱۳۴۱ - تیر ۱۳۴۲
- فریدون دیبا تیر ۱۳۴۲ - تیر ۱۳۴۴
- محمود ملایری تیر ۱۳۴۴ - مهر ۱۳۴۴

کاهش روابط به سطح کاردار
- علی عاصمی (مسئول موقت) مهر ۱۳۴۴ - آذر ۱۳۴۶
- اردشیر نورآذر (کاردار موقت) آذر ۱۳۴۶ - خرداد ۱۳۵۱
- حسین منتظم (کاردار موقت) خرداد ۱۳۵۱ - آذر ۱۳۵۲

ارتقای روابط به سطح سفیر
- محمد پورسرتیپ آذر ۱۳۵۲ - مرداد ۱۳۵۷
- سرلشکر علی معتضد مرداد ۱۳۵۷ - پیروزی انقلاب

## جمهوری اسلامی
- ابراهیم قلعه‌بیگی (کاردار موقت) پیروزی انقلاب - شهریور ۱۳۵۸
- حسن روحانی شهریور ۱۳۵۸ - شهریور ۱۳۶۰
- سید علی‌اکبر محتشمی‌پور شهریور ۱۳۶۰ - آبان ۱۳۶۴
- محمود هاشمی بهرمانی (سرپرست موقت) آذر ۱۳۶۴ - اردیبهشت ۱۳۶۵
- محمدحسن اختری اردیبهشت ۱۳۶۵ - ۱۳۷۷
- حسین شیخ‌الاسلام ۱۳۷۷ - ۱۳۸۲
- محمدرضا باقری ۱۳۸۲ - ۱۳۸۴
- محمدحسن اختری ۵ دی ۱۳۸۴ - ۱۳۸۶
- سید احمد موسوی دی ۱۳۸۶ - ۱۳۹۰
- محمدرضا رئوف شیبانی مهر ۱۳۹۰ - اردیبهشت ۱۳۹۶
- جواد ترک‌آبادی اردیبهشت ۱۳۹۶ - اردیبهشت ۱۴۰۰
- مهدی سبحانی اردیبهشت ۱۴۰۰ - فروردين ۱۴۰۲
- حسین اکبری[۴] فروردین ۱۴۰۲ - آذر ۱۴۰۳